# Сент-Джон (река)
Сент-Джон (англ. Saint John River, фр. Fleuve Saint-Jean) — река в Северной Америке, образует часть государственной границы США и Канады, между штатом Мэн и провинцией Нью-Брансуик. Площадь бассейна примерно 55 000 км², чуть более половины приходится на Нью-Брансуик. Вторая (после Саскуэханны) по длине среди североамериканских рек, впадающих в Атлантический океан между устьем Святого Лаврентия и Миссисипи.

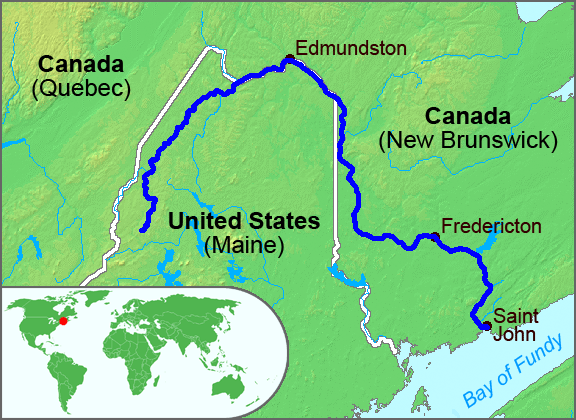

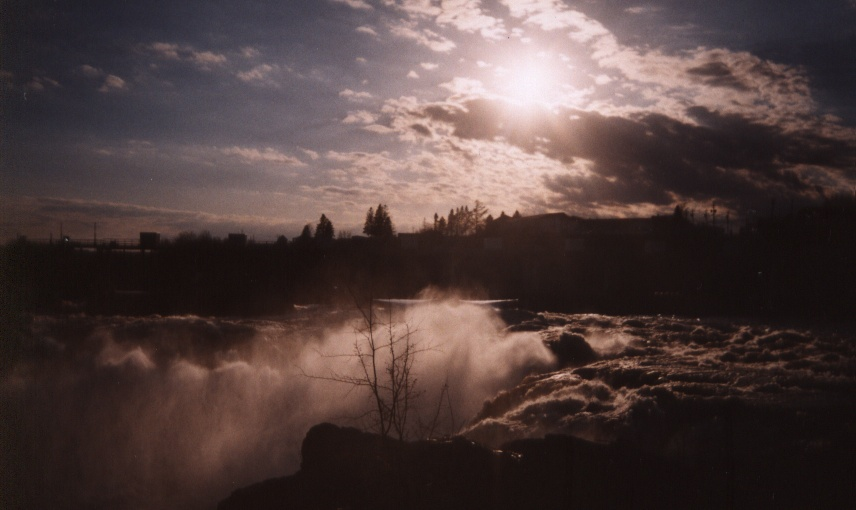
Водопад Гранд-Фолз

Верховья реки лежат в канадском Квебеке, где она носит название  Rivière Daaquam (и берёт начало из слияния двух речек в точке 46°24′18″ с. ш. 70°18′40″ з. д.); название меняется в точке пересечения границы.
Сент-Джон в общем спокойная, полноводная река, за исключением нескольких участков, где она образует водопады: Гранд-Фолз (25 м.) и Бичвуд (18 м.), энергия обоих была использована для выработки электроэнергии.
Главные притоки:
- левые — Тобик, берущий начало на Центральной возвышенности, Натуак, Кеннебекасис и короткая река Джемсег, по которой в Сент-Джон попадает сток из Гранд-Лейк, крупнейшего озера провинции Нью-Брансуик.
- правые — Аллагаш, Фиш, Арустук, Оромокто.

О реке Сент-Джон очень поэтично написал канадский писатель Хью Макленнан в своей книге «Семь рек Канады»:

Это самая короткая река из числа наших главных потоков; её длина всего 420 миль, а бассейн и вовсе невелик. Однако он предлагает такое разнообразие пейзажей, что любого иностранца каждые двадцать миль там ожидает сюрприз. Сент-Джон — интимная и красивая река. В ясные летние дни цвет её вод в нижнем течении определяется интенсивностью солнечного освещения: это может быть синева океана, голубизна дельфиниума или фиолетовый цвет глубокого трепетного оттенка. После внезапного дождя над рекой Арустук — притоком Сент-Джона — верховья последнего могут выглядеть таким же бурным потоком, как и Ред-Ривер, в то время как его нижнее течение останется по-прежнему чистым; в самом деле, глубина Сент-Джона постепенно заметно увеличивается, его течение настолько спокойно, что наносы, доставляемые с верховий, быстро оседают на дно, отчего вода в нижнем течении реки остаётся удивительно прозрачной. Заходы солнца нв плёсе Лонг-Рич величественны, как в глубоких фиордах Норвегии. На рассвете и вечерами окрестности некоторых знаменитых участков реки обретают мягкие пастельные оттенки, характерные для пейзажей Южной Англии.

Ниже Гранд-Бея река Сент-Джон устраивает самый большой сюрприз, на который не способна ни одна судоходная река в Америке: она подходит к месту, называемому «Двухсторонний водопад» — Ревирсибл-Фолс (это между городом Сен-Джон и его новостроящимся районом Ланкастер). Там в малую воду река спускается в залив Фанди по узкому глубокому руслу с перепадом высоты в пятнадцать футов. Но когда в заливе Фанди вздымается могучий прилив, солёные воды врываются в это ущелье и высоко поднимают уровень воды в самой реке. Высота прилива в заливе Фанди настолько велика, что в это время в реку могут заходить даже океанские танкеры.— Хью Макленнан, «Семь рек Канады»
Река названа в честь Иоанна Крестителя Самюэлем де Шамплен, который изучал нижнее течение реки и достиг её устья в день Рождества Иоанна Крестителя (24 июня) 1604 г.